# Magnus al V-lea al Norvegiei
Magnus Erlingsson (n. 1156, Comuna Etne, Hordaland, Norvegia – d. 15 iunie 1184, Sognefjord, Sogn og Fjordane, Norvegia) a fost regele Norvegiei în timpul Războiului Civil din Norvegia.

## Biografie
Magnus a fost, probabil, născut în Etne în Hordaland. El a fost fiul lui Erling Skakke. Tatăl său a fost un nobil norvegian care și-a câștigat reputația în cruciade cu Rögnvald Kali Kolsson, conte de Orkney. Mama lui a fost Kristin Sigurdsdatter, fiica regelui Sigurd Jorsalfare care a fost rege al Norvegiei 1103-1130. Magnus a fost numit rege în 1161, la vârsta de cinci ani. El a fost primul rege norvegian care a fost încoronat. Tatăl său a preluat titlul de conte și a deținut puterea reală, deoarece Magnus era minor. Erling a continuat să fie conducătorul real al țării chiar după ce Magnus avea vârsta legală de a conduce.
În 1166, Sigurd Agnhatt și fiul său adoptiv, Olav Ugjæva ridicat o forță în Oppland și l-a proclamat rege pe Olav, în timp ce contele Erling se afla în Danemarca. Olav a fost fiul Mariei Øysteinsdotter, fiica fostului rege Eystein Magnusson. După ce Erling s-a întors în Norvegia pentru a se lupta cu revoltă, Olav și oamenii lui l-au atacat într-o ambuscadă la Rydjokul în Sørum. Erling a fost rănit și abia a reușit să scape. În 1168, Olav și oamenii lui s-au aventurat în sud de zona Oslofjord, însă a fost învins în luptă, la Stanger în Våler. Sigurd a fost ucis în luptă dar Olav a scăpat și a fugit în Danemarca.
În timpul domniei lui Magnus, Sverre Sigurdsson a venit în Norvegia și a revendicat tronul. În iunie 1177, Sverre i-a condus pe oamenii săi la Trøndelag unde a fost proclamat rege. Poziția lui Erling a fost compromisă și a căzut în bătălia de la Kalvskinnet în 1179. Au mai fost câțiva ani de război apoi s-a încheiat cu înfrângerea și moartea lui Magnus, în bătălia de la Fimreite din 15 iunie 1184.